# Hans Ruesch
Hans Ruesch (Nápoles, 17 de maio de 1913 – Massagno, 27 de agosto 2007) foi um piloto de automobilismo, escritor e um ativista com atuação internacional, contra experimentos com a utilização de animais.
Era um entusiasta do automobilismo. Como piloto profissional, chegou a alcançar grandes vitórias internacionais, ate que na véspera da 2ª Guerra Mundial, partiu partiu para os Estados Unidos, onde se manifestou sua vocação literária. Começou colaborando em diversas das famosas revistas norte-americanas. O seu primeiro livro é "No Pais Das Sombras Longas " romance que já foi traduzido em 21 línguas.